# Els Planassos (Queralbs)
Els Planassos és una serra situada al municipi de Queralbs a la comarca del Ripollès, amb una elevació màxima de 2.457 metres.